# Makaunia
Makaunia (biał. Макаўня; ros. Маковня, Makownia) – wieś na Białorusi, w obwodzie mohylewskim, w rejonie mohylewskim, w sielsowiecie Mastok, w pobliżu źródeł Rudziei.
Wieś należała w drugiej połowie XVII wieku do ekonomii mohylewskiej. 
W XIX w. wieś i majątek ziemski od 1866 będący własnością Bartołomejów. Do 1917 położona była w Rosji, w guberni mohylewskiej, w powiecie horeckim. Następnie w granicach Związku Sowieckiego. Od 1991 w niepodległej Białorusi.